# ArMen
Pour les articles homonymes, voir Ar Men (homonymie).
ArMen est une revue française à périodicité bimestrielle créée en 1986 et spécialisée dans la Bretagne et les pays celtes.

## Présentation
Les thèmes principaux de la revue ArMen sont : les arts, la nature, l'histoire, l'ethnologie, la culture, la musique, les traditions et la vie quotidienne.
À l'occasion de son 200e numéro de mai-juin 2014, la revue a ouvert, sur son site web, ses 28 ans d'archives pour ses abonnés.

## Histoire
La revue Armen est créée à Douarnenez en février 1986 par la société coopérative et participative et maison d'édition Le Chasse-Marée.
La revue Armen s'installe en 1986 à l'Abri du marin de Douarnenez jusqu'en 2003, le bâtiment devient le point de référence du patrimoine maritime en France en abritant les deux revues..
Le titre "ArMen" évoque la pierre (en breton) et le phare d'Ar-Men à la pointe de la Bretagne,.
La revue trouve rapidement un lectorat. Les ventes passent le seuil des 10 000 exemplaires, avec de nombreux d'abonnements. En 2003, à la suite des difficultés financières de  Chasse-marée, qui dépose son bilan, la revue ArMen est reprise par les éditions Fitamant, groupe de presse basé à Telgruc-sur-mer dans le Finistère,,,.
ArMen a ensuite été éditée par la société 142 mille lieux, basée à Quimperlé (29), créée en 2017 par Patrick et Ronan Tanguy. Au printemps 2025, le titre est cédé à Erwan Chartier,,. Ce dernier avait déjà travaillé de 1999 à 2012 comme rédacteur, puis secrétaire de la rédaction. Docteur en études celtiques, il explique vouloir rester fidèle à la ligne éditoriale des fondateurs de la revue.

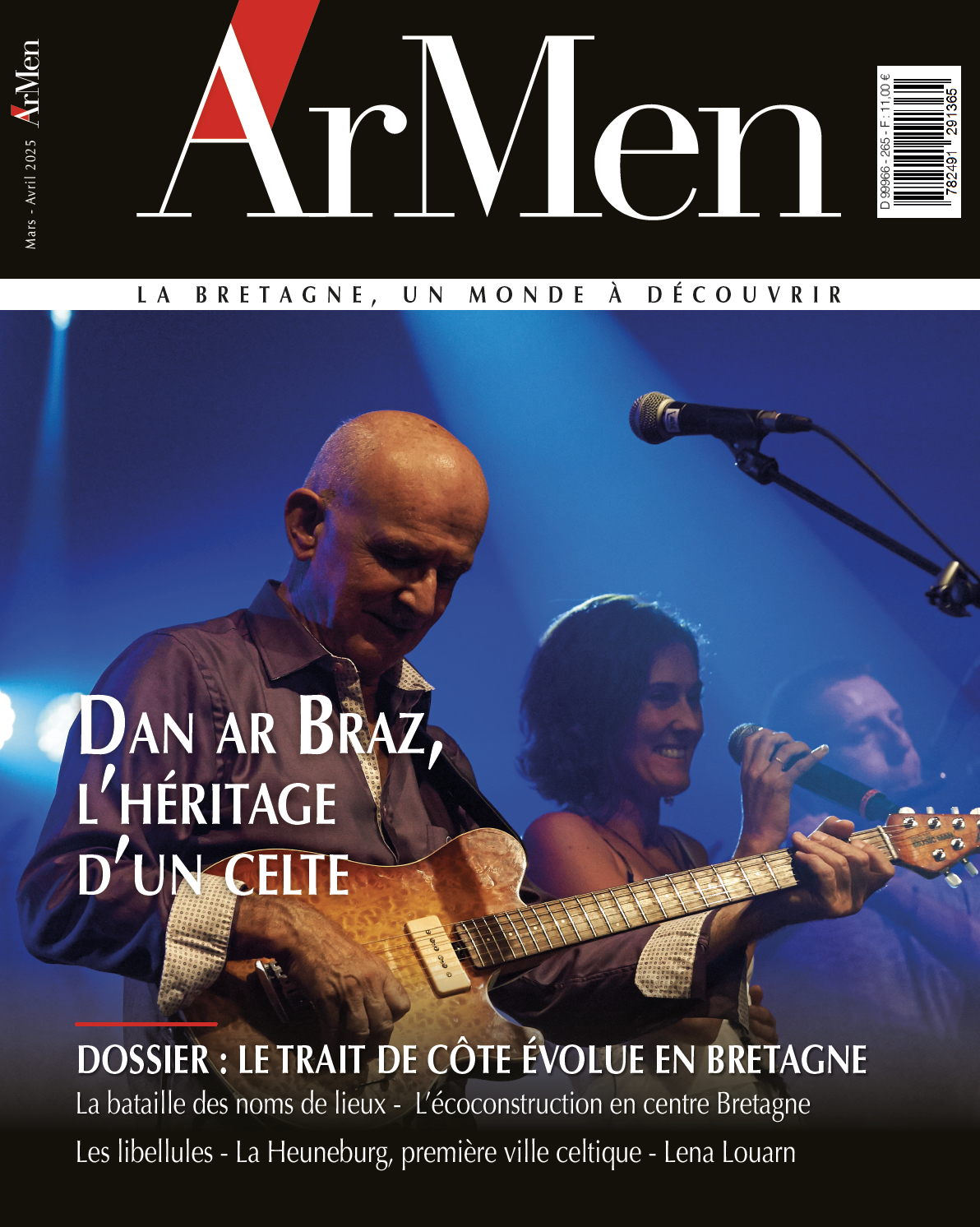
La couverture du numéro 265 dArMen, en mars 2025, lors de sa reprise par Erwan Chartier.